# Latastia longicaudata
Latastia longicaudata (звичайна довгохвоста ящірка) — вид ящірок родини ящіркових (Lacertidae). Мешкає на Сомалійському півострові. Вид названий на честь іспанського герпетолога Едуардо Боски Казановеса.

## Підвиди
Виділяють чотири підвиди:
- Latastia longicaudata andersonii Boulenger, 1907;
- Latastia longicaudata lanzai Arillo, Balletto & Spanò, 1967;
- Latastia longicaudata longicaudata (Reuss, 1834);
- Latastia longicaudata revoili (Vaillant, 1882).

## Поширення і екологія
Звичайні довгохвості ящірки поширені від Сенегалу і Мавританії на схід до південного Єгипту і Сомалі, а також на південному заході Ємені. Вони живуть в напівпустелях, сухих саванах і акацієво-коіммфорових чагарникових заростях, на висоті до 2000 м над рівнем моря. Живляться комахами, відкладають яйця.